# Molí d'en Sorolla
També anomenat o referenciat com molí d'en Xoroia. Es tracta d'un edifici fet de pedra i teula àrab d'estil popular. Amb dos cossos diferenciats. Tenen finestres petites i la coberta a dues vessants. L'edifici s'adapta al desnivell del terreny. Estat de conservació: reformat i bo per a viure-hi.
Situat als peus del castell de Rocabruna, aprofita les aigües del Clot de la Capellera o Riera de Beget. Pel seu costat hi passa el sender de Gran Recorregut GR-11 entre Beget i Molló.
No gaire lluny, una mica més amunt (42°19'53.6"N 2°26'55.0"E o 42.331569, 2.448596) i al costat del camí que travessa el clot de la Capellera i porta fins a Rocabruna passant per Ca l'Arneta i Can Bota, hi ha les restes del que, amagat entre la vegetació, sembla també un antic molí o farga que aprofita les aigües del torrent de la verneda de la Vila.